# Mieczysław Kaczyński (generał)

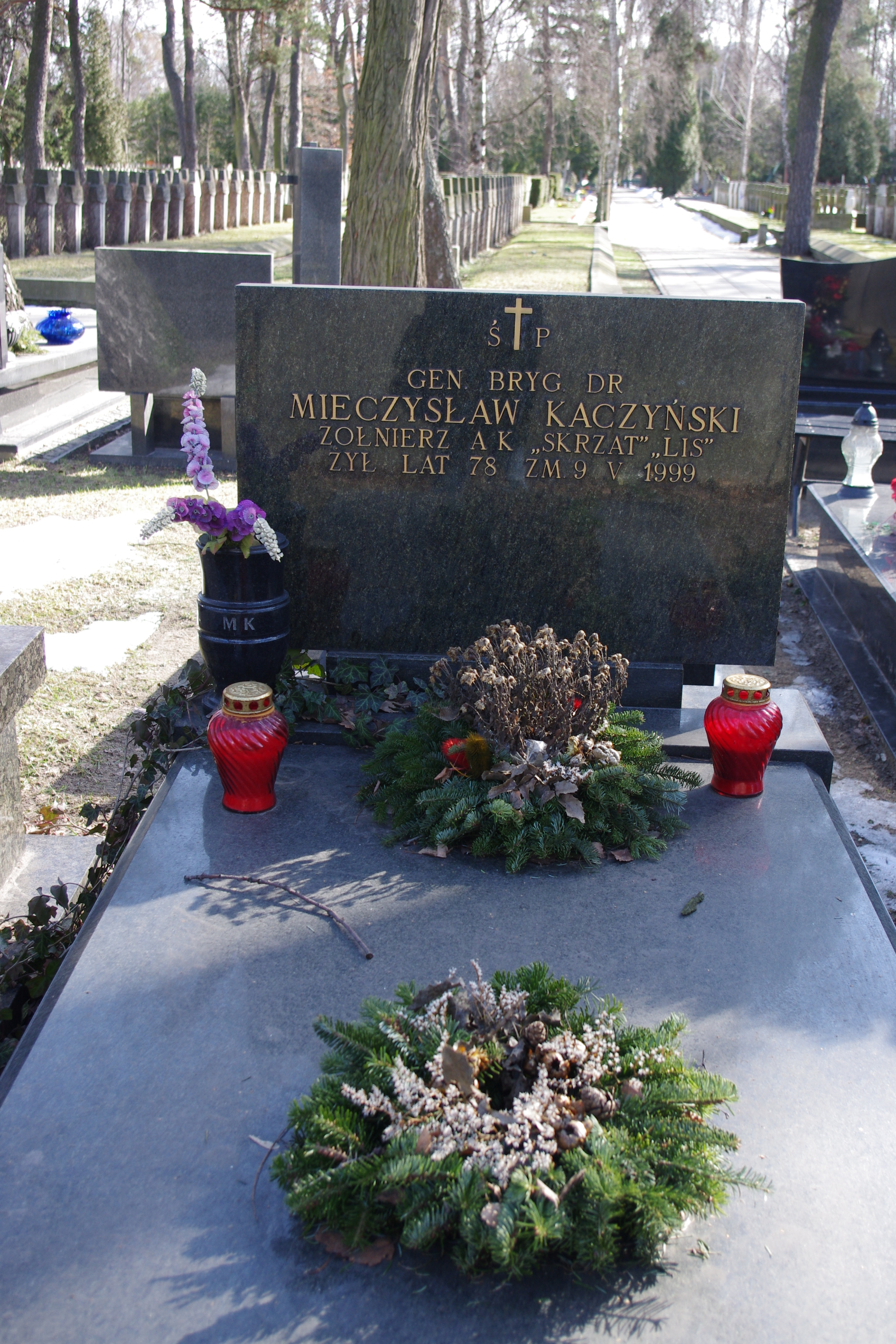
Grób gen. bryg. LWP – Mieczysława Kaczyńskiego na Wojskowych Powązkach w Warszawie

Mieczysław Kaczyński ps. „Lis”, „Skrzat” (ur. 28 lipca 1921 w Zarębach-Skórkach k. Ostrowi Mazowieckiej, zm. 9 maja 1999 w Warszawie) – generał brygady LWP.

## Życiorys
Do 1939 zaliczył 4 klasy gimnazjum w Ostrowi Mazowieckiej, podczas okupacji był robotnikiem leśnym i robotnikiem w urzędzie pocztowym w Ostrowi. W kwietniu 1944 wstąpił do oddziału AK, w którym walczył do sierpnia 1944 pod pseudonimami „Lis” i „Skrzat”. Od 27 listopada 1944 służył w WP w 4 Zapasowym Pułku Piechoty w Białymstoku. Od 15 lutego 1945 podchorąży Oficerskiej Szkoły Piechoty nr 2 w Lublinie. Uczestnik walk ze zbrojnym podziemiem na Białostocczyźnie i Lubelszczyźnie. Od maja 1945 podporucznik i adiutant dowódcy 45 Pułku Piechoty 14 Dywizji Piechoty. Od grudnia 1946 kwatermistrz 36 Pułku Artylerii Lekkiej w 14 Dywizji Piechoty, od czerwca 1948 zastępca kwatermistrza 14 Dywizji Piechoty w Wałczu. Od lipca 1950 szef wydziału w Kwatermistrzostwie Okręgu Wojskowego nr II w Bydgoszczy. Od września 1951 był szefem wydziału szkolenia Oddziału Organizacji Planowania w sztabie okręgu. Od maja 1955 szef wydziału w Sztabie Zarządu Tyłów Warszawskiego Okręgu Wojskowego. Ukończył Wyższy Kurs Akademicki Służb Kwatermistrzowskich z oceną bardzo dobrą i od 1957 pracował w Sztabie Głównego Kwatermistrzostwa WP jako zastępca szefa Oddziału III Szkolenia, Studiów i Przepisów. Od lipca 1961 był szefem tego Oddziału, a od 1965 lutego zastępca szefa sztabu Głównego Kwatermistrzostwa WP.
Od 1967 do 1969 studiował w Akademii Sztabu Generalnego Sił Zbrojnych ZSRR im. K. Woroszyłowa w Moskwie. W sierpniu 1969 objął stanowisko szefa Zespołu Operacyjno-Organizacyjnego Służb Technicznych Sztabu Generalnego WP. W latach 1970–1974 był zastępcą Głównego Inspektora Planowania i Techniki WP ds. operacyjno-organizacyjnych. W październiku 1971 uchwałą Rady Państwa mianowany generałem brygady; nominację wręczył mu w Belwederze przewodniczący Rady Państwa Józef Cyrankiewicz. Od listopada 1974 był kierownikiem Zakładu Technicznego Zabezpieczenia Działań Wojsk w Wojskowej Akademii Technicznej w Warszawie. Od jesieni 1977 zastępca komendanta, a od maja 1983 komendant Instytutu Systemów Zabezpieczenia Materiałowo-Technicznego Wojsk WAT (po gen. bryg. Zdzisławie Bobeckim). W 1980 roku uzyskał stopień doktora nauk wojskowych w Akademii Sztabu Generalnego WP.
Rozkazem personalnym MON z 10 grudnia 1986 zwolniony z zawodowej służby wojskowej z powodu ustalenia niezdolności do jej dalszego pełnienia i osiągnięcia wieku emerytalnego. Przeniesiony w stan spoczynku z dniem 19 grudnia 1986. Pochowany na Cmentarzu Wojskowym na Powązkach w Warszawie (kwatera D6-4-41).
W 1948 zarzucano mu „obcość ideologiczną i wrogie stanowisko wobec przemian w kraju”. W 1951 tłumaczył się przed organami Informacji Wojskowej, że zataił przynależność do Armii Krajowej w czasie wojny. Jako pracownik naukowy WAT kierował przygotowaniem trzech prac doktorskich oraz publikował artykuły naukowe i redagował tłumaczenia podręczników wojskowych.

## Awanse
W trakcie wieloletniej służby w ludowym Wojsku Polskim otrzymywał awanse na kolejne stopnie wojskowe:
- podporucznik – 15 maja 1945
- porucznik – 11 października 1946
- kapitan – 12 lipca 1947
- major – 28 kwietnia 1952
- podpułkownik – 18 maja 1956
- pułkownik – 12 października 1961
- generał brygady – 5 października 1971

## Życie prywatne
Był synem Ambrożego (1890–1921), nauczyciela, i Eugenii z Olszewskich. Mieszkał w Warszawie. Był żonaty z Józefą Krystyną z domu Zalewską (1924–2013). Małżeństwo miało dwie córki.

## Odznaczenia
- Krzyż Komandorski Orderu Odrodzenia Polski (1985)
- Krzyż Oficerski Orderu Odrodzenia Polski (1978)
- Krzyż Kawalerski Orderu Odrodzenia Polski (1963)
- Srebrny Krzyż Zasługi (1958)
- Krzyż Partyzancki (1970)
- Medal 10-lecia Polski Ludowej
- Medal 30-lecia Polski Ludowej
- Medal 40-lecia Polski Ludowej
- Medal „Za udział w walkach o Berlin” (1970)
- Złoty Medal „Siły Zbrojne w Służbie Ojczyzny” (1968)
- Srebrny Medal Siły Zbrojne w Służbie Ojczyzny
- Brązowy Medal Siły Zbrojne w Służbie Ojczyzny
- Złoty Medal „Za zasługi dla obronności kraju” (1979)
- Srebrny Medal Za zasługi dla obronności kraju
- Brązowy Medal Za zasługi dla obronności kraju
- Medal Komisji Edukacji Narodowej (1982)
- Order Czerwonej Gwiazdy (1968)
- Medal jubileuszowy „Dwudziestolecia zwycięstwa w Wielkiej Wojnie Ojczyźnianej 1941–1945” (ZSRR) (1972)
- Medal 60 Lat Sił Zbrojnych ZSRR (1978)
- Złoty Medal „Virtutea Ostășească” (Rumunia) (1971)